# Pseudepigraphie
Als Pseudepigraphie (altgriechisch ψευδεπιγραφία pseudepigraphía – wörtlich etwa „die Falschzuschreibung“, Zusammensetzung von ψευδής pseudēs ‚unecht, unwahr‘ und ἐπιγραφή epigraphē ‚Name, Inschrift, Zuschreibung‘) bezeichnet man das Phänomen, dass ein Text bewusst im Namen einer bekannten Persönlichkeit abgefasst oder fälschlicherweise einer solchen zugeschrieben wird. Eine Schrift mit falscher Verfasserangabe nennt man dementsprechend das Pseudepigraph.

## Beweggründe für Pseudepigraphie
Pseudepigraphie war bereits in der Antike verbreitet. Sowohl im Namen klassischer Autoren als auch im Namen biblischer Gestalten oder Verfasser wurden Schriften verfasst und in Umlauf gesetzt. Sie erklärt sich aus dem Bestreben, in einer Schultradition die Gedanken einer Autoritätsperson der Vergangenheit zu tradieren. Dabei kann sowohl der Wunsch, dem eigenen Text eine höhere Autorität zu verleihen, im Vordergrund stehen, als auch die Bescheidenheit, die niedergeschriebenen Gedanken demjenigen zuzuschreiben, von dem man sie sachlich übernommen hat oder von dem man dazu inspiriert worden ist.

## Formen von Pseudepigraphie
Eine falsche Verfasserangabe kann verschiedene Gründe haben. Grob kann man vier Formen von Pseudepigraphie unterscheiden, die sich in zwei Kategorien unterteilen lassen.

### Urheber der Pseudepigraphie
In der ersten Kategorie wird nach der Person gefragt, welche die Falschzuschreibung vorgenommen hat. Dabei unterscheidet man zwischen primärer Pseudepigraphie und sekundärer Pseudepigraphie.
Primäre PseudepigraphieUnter primärer Pseudepigraphie versteht man, dass der Autor eines Werkes selbst eine andere Person als sich selbst als Verfasser angibt. Das wäre zum Beispiel dann der Fall, wenn ein anderer als der Apostel Paulus den Brief an die Kolosser geschrieben hätte, dann aber in der Verfasserangabe Paulus als Autor dieses Briefes kenntlich gemacht hätte.
Sekundäre PseudepigraphieUnter sekundärer Pseudepigraphie versteht man, dass einem Werk von einer anderen Person, und nicht vom Autor selbst, eine falsche Verfasserangabe zugeschrieben wird. Im Neuen Testament wäre das zum Beispiel der Fall, wenn die ursprünglich anonym verfassten Evangelien dann fälschlicherweise Personen zugeschrieben worden wären, die nicht ihre tatsächlichen Verfasser waren.

### Absicht hinter Pseudepigraphie
Es stellt sich zum andern die Frage, ob eine Falschzuschreibung absichtlich oder unabsichtlich vorgenommen wurde. Diese Frage kann auch mit der ersten Kategorie kombiniert werden. Es kann absichtliche primäre und absichtliche sekundäre Pseudepigraphie geben. Nur sekundäre Pseudepigraphie kann unabsichtlich vorkommen. Denn man kann ausschließen, dass ein Autor für sein eigenes Werk unabsichtlich einen falschen Verfasser angibt.

## Pseudepigraphie und Bibelwissenschaft
Viele heutige historisch-kritisch arbeitende Forscher nehmen an, dass einige biblische Bücher oder Teile davon, sowohl im Alten wie im Neuen Testament, pseudepigraph sind. Beispielsweise werden im Alten Testament viele Psalmen, die König David zugeschrieben werden, als Pseudepigraphen gewertet; im Neuen Testament werden manche Briefe zu den Pseudepigraphen gezählt, wie beispielsweise der Epheserbrief, der angibt, vom Apostel Paulus von Tarsus verfasst worden zu sein. Weitere Beispiele sind der Brief des Jakobus und der Brief des Judas.
Andere Theologen bestreiten diese Sichtweise und verweisen auf die Aussagen verschiedener antiker Autoren, die sich zu pseudepigrapher Literatur äußern und sie als solche kritisieren. Aufgrund verschiedener Aussagen von Kirchenvätern (Tertullian, Eusebius von Caesarea, Serapion von Antiochia) zu falscher Verfasserschaft schließen sie, dass pseudepigraphe Schriften, die als solche erkannt worden wären, keinen Eingang in den biblischen Kanon fanden. Ein Beispiel dafür sind die Paulusakten, deren Verfasser seines Amtes enthoben wurde, als der Schwindel bekannt wurde, wie Tertullian berichtet.
Umstritten ist also, inwieweit pseudepigraphe Schriften Eingang in den biblischen Kanon hätten gefunden haben können. Wichtig ist dabei die Frage, wie absichtliche primäre Pseudepigraphie erstens vom Autor verstanden und zweitens vom Leser aufgenommen wurde.